# Anton Grams
Anton Grams (* 29. Oktober 1752 in Markersdorf, Bezirk Tetschen, Böhmen; † 18. Mai 1823 in Wien) war ein österreichischer Violinvirtuose. Er wirkte auch als Kontrabassist, Musik- und Theaterdirektor sowie als Musikalienhändler.

## Leben
Anton Grams war ein Sohn von Johann Georg Grams und dessen Gattin Anna Dorothea, geb. Thöner. Er kam, nachdem er den ersten Musikunterricht im Elternhaus erhalten hatte, etwa 1766 nach Breslau, wo er als Sängerknabe des Seminars im Gesang und Violinspiel bedeutende Fortschritte machte und zugleich den Schulwissenschaften oblag. Nachdem er nach einem achtjährigen Aufenthalt in dieser Anstalt und einem Studium an der dortigen Universität im November 1774 Magister der Philosophie geworden war, ging er nach Prag, wo er Theologie studierte und sich unter der Leitung des berühmten Violinisten Joseph Natter noch weiter in der Beherrschung des Kontrabasses ausbildete. Bald erwarb er sich als Violinspieler einen solchen Ruf, dass man ihm bei Kammermusiken die schwierigsten Solopartien seines Instruments übertrug und seine Mitwirkung bei vielen Kapellen gesucht und gewürdigt wurde. So erhielt er Violinistenstellen beim Orchester der italienischen Operngesellschaft, bei der Kapelle der Kreuzherren an der Brücke und bei der Lorettokapelle des Fürsten Lobkowicz auf dem Hradschin.
Zugleich begann Grams eine Musikalienhandlung zu begründen, die ihm einen erklecklichen Gewinn brachte. Am 20. August 1781 vermählte er sich mit der Pragerin Theresia Draxlin und hatte mit ihr zehn Kinder, von denen nur drei Söhne das Erwachsenenalter erreichten. Er wollte auch anderwärts sein Glück versuchen und ging 1784 nach Salzburg, wo er sich am Hof des Fürsterzbischofs Hieronymus von Colloredo um eine Stelle als Violinist bewarb. Mit den dortigen Verhältnissen war er aber so wenig zufrieden, dass er noch in demselben Jahr nach Prag zurückkehrte. Hier führte er sein Musikaliengeschäft weiterhin erfolgreich und wurde überdies 1785 an der Strahover Stiftskirche als Kontrabassist angestellt. 1789 reiste er abermals nach Salzburg, um eine Anstellung bei der Kapelle des dortigen Fürsterzbischofs zu erhalten. Diesem waren allerdings Grams’ Gehaltsvorstellungen zu hoch, so dass der Musiker nach Prag zurückkehrte. Grams nahm an mehreren musikalischen Akademien anlässlich der Krönung Leopolds II. zum böhmischen König teil. Um 1793/94 erhielt er das Prager Bürgerrecht. Im Februar 1795 übernahm er bis März 1797 die Direktion des Vaterländischen Theaters und hatte sie von 1799 bis 1802 erneut inne. Durch seine glücklose Theaterleitung büßte er aber das kleine Vermögen, das er früher durch den Musikalienhandel erwirtschaftet hatte, wieder ein.
Grams ging hierauf nach Wien und diente als Violinist in der Hauskapelle des Fürsten Lobkowitz sowie ab 1801 im Freihaustheater auf der Wieden von Emanuel Schikaneder. 1810 zog er nach Eisenstadt, wo er bis 1813 in der berühmten Kapelle des Fürsten Nikolaus Esterházy mitwirkte. Danach hielt er sich wieder in Wien auf, wo er kurzzeitig dem Orchester des Theaters in der Leopoldstadt und ab 1815 dem Hofopernorchester angehörte. Er starb am 18. Mai 1823 im Alter von 70 Jahren in Wien.